# Panangst
Panangst ist ein Begriff der Psychologie. Er beschreibt die chronische frei flottierende und diffuse Angst, die sich häufig bei der Borderline-Persönlichkeitsstörung zeigt. Dabei wird angenommen, dass diffuse (nicht klar umgrenzte) Ängste, die sich nicht auf spezielle Situationen oder Objekte beziehen (Phobien), eher bei Störungen vorkommen, die ein geringeres Strukturniveau haben.
Der Begriff Panangst wurde 1949 von Hoch und seinen Kollegen als eines der drei Hauptmerkmale einer Borderlinestörung eingesetzt. Diese drei Merkmale waren: Panneurose, Panangst, Pansexualität.

## Panangst
Bei Panangst sind laut Hoch und Polatin die Ängste derart generalisiert, dass fast alles, was dem Patienten in seinem Leben widerfährt, diese Ängste beeinflusst:
„Vom Standpunkt des Diagnostikers betrachtet ist das wichtigste vorhandene Symptom etwas, das die Autoren als Panangst und Panneurose bezeichnen. Viele dieser Patienten zeigen im Gegensatz zu üblichen Neurotikern eine alles durchdringende Angststruktur, durch die kein Lebensbereich der Person spannungsfrei bleibt. Praktisch jede Erfahrung des Patienten beeinflusst diese Angst. Es ist eine polymorphe Angst in folgendem Sinne: Egal, wie jemand sich auszudrücken oder von einem Thema abzulenken, die Konfliktsituation zu durchbrechen oder sie zu vermeiden versucht, die Angst tritt immer auf. All diese Versuche – sich ausdrücken, ablenken, den Konflikt durchbrechen oder ihn vermeiden – kommen vor, meistens gleichzeitig.“
„From the diagnostic point of view the most important presenting symptom is what the writers call pan-anxiety and pan-neurosis. Many of these patients show, in contrast to the usual neurotic, an all-pervading anxiety structure which does not leave any lifeapproach of the person free from tension. Practically everything that the patient experiences influences this anxiety. It is a polymorphous anxiety in the sense that no matter how a person tries to express himself or to side-track an issue, to break through the conflict or to avoid it; anxiety is always manifested. All these attempts, to express, side-track, break through or avoid, are present, usually simultaneously.“

## Panneurose
Bei Panneurosen sind laut Hoch und Polatin verschiedene neurotische Symptome gleichzeitig vorhanden:
„In Verbindung mit dieser diffusen Angst tritt auch eine Panneurose auf. Normalerweise haben die betroffenen Patienten nicht eine oder zwei unterschiedliche Neurosen, sondern es kommen oft alle Symptome, die von neurotischen Krankheiten bekannt sind, gleichzeitig vor. Die Patienten leiden unter Spannungen und vielen Konversionssymptomen, die mit Ängsten zusammenhängen: schweren hysterischen oder oft auch vegetativen Störungen wie Schlafproblemen, Appetitlosigkeit, Erbrechen und Herzflattern. Gleichzeitig zeigen sie ähnliche Phobien, wie man sie bei hysterischen Angststörungen beobachten kann, etwa die Furcht, getötet zu werden, die Furcht vor offenen Plätzen oder geschlossenen Räumen oder die Furcht vor U-Bahn-Fahrten. Zu diesen Phobien kommen oft noch andere Zwangsmechanismen. Der Patient wird von diesen neurotischen Symptomen beherrscht, die sich kontinuierlich ändern, aber nie ganz verschwinden. Weiterhin besteht bei einem Großteil der Patienten auch eine Depression oder ein sogenannter anhedonischer Zustand, in dem der Patient aus nichts einen Genuss zieht. Zwar versucht er, angenehme Erlebnisse zu erzwingen, aber er bleibt erfolglos.“
„In connection with this diffuse anxiety, a pan-neurosis is also Present. The patients usually do not have one or two different neurotic manifestations, but all symptoms known in neurotic illness are often present at the same time. These patients have tensions and many conversion symptoms in connection with anxiety; gross hysterical, or often vegetative manifestations like poor sleep, anorexia, vomiting and palpitation; and at the same time they will express phobias similar to those observed in anxiety hysteria, such as fear of being killed or being in open or closed places, or riding in subways. These phobias are often combined with other obsessive-compulsive mechanisms. The patient is dominated by these neurotic manifestations which constantly shift, but are never completely absent. In a good many patients, in addition, depression is present, or a so-called anhedonic state, in which the patient does not deri:ve any pleasure from anything. He tries, at the same time, to force pleasurable experiences but without success.“